# Björnerödspiggen
Björnerödspiggen ligger vid Idefjorden i Strömstads kommun. Toppen på höjden (222 m ö.h.) är Bohusläns högsta punkt. Bohusleden passerar toppen.

Utsikt från tornet på Björnerödspiggen. Flackt landskap med mycket granskog och stenhällar.